# 뜸부기목
뜸부기목 또는 모자반목(Fucales)은 갈조류(갈조강) 목의 하나이다. 모자반, 톳, 뜸부기 등을 포함하고 있다. 2013년 2월 기준으로, 9과 523종으로 이루어져 있다.
갈조강(Phaeophyceae)은 부등편모조문에 속한다. 갈조강의 학명, Phaeophyceae는 "갈색"을 의미하는 "파이오스"(phaios)와 "식물"을 의미하는 "피톤"(phyton)의 그리스어 단어에서 유래했다. 갈조류 중 일부는 해조류 중에서 가장 큰 식물의 하나지만, 일부는 작고 정교한 구조를 갖고 있다.

## 분류
- Bifurcariopsidaceae Cho, Rousseau, de Reviers & Boo - 1종
- Durvillaeaceae (Oltmanns) De Toni - 5종
- 뜸부기과 (Fucaceae) Adanson - 23종
- Himanthaliaceae (Kjellman) De Toni - 1종
- Hormosiraceae Fritsch - 1종
- Notheiaceae O.C.Schmidt - 1종
- 모자반과 (Sargassaceae) Kützing - 481종
- Seirococcaceae Nizamuddin - 8종
- Xiphophoraceae Cho, Rousseau, de Reviers & Boo - 2종

## 참고 문헌
- Fletcher, R.L.1987. Seaweeds of the British Isles. Volume 3, Part 1. British Museum (Natural History), London. ISBN 0-565-00992-3